# 兀兰区域圖書館
兀兰区域圖書館 （英語：Woodlands Regional Library）是一所位于新加坡兀兰规划区國家圖書館管理局旗下的公共圖書館。此图书馆位于兀兰南通道，楼高四层（也有一个地下层），2001年正式开幕。

## 历史
2001年4月兀兰区域圖書館正式于兀兰南通道开幕，时任新加坡副总理兼国防部长，也是新加坡第七任总统的陈庆炎主持了开幕典礼。

## 場內設備
兀兰区域圖書館的設施包括：
- 成人圖書館
- 兒童圖書館
- 亚洲儿童文学主题馆藏（四楼）[3]
- 环保类书籍[3]
- “SGX投资知识门户”- 这是一个教导民众如何正确投资新加坡交易所股票的中心。[4]
- 新加坡第三个“PIXEL实验室”- 这实验室使民众有机会接触到数码课程。 [5]
- 电脑角落 [6]

## 交通
附近的交通设施包括
- 兀兰地铁站
- 兀蘭臨時巴士轉換站（英语：Woodlands Temporary Bus Interchange）